# Irmgard Pozorski
Irmgard „Irmi“ Pozorski (* 10. August 1953 in Heilbronn) ist eine deutsche Künstlerin, die insbesondere durch ihre Jazz-Fotografien bekannt wurde.

## Leben
Pozorski wurde in Heilbronn geboren und besuchte dort das Elly-Heuss-Knapp-Gymnasium Heilbronn, wo sie 1972 ihr Abitur machte. Anschließend studierte sie bis 1979 Kunsterziehung und Kunstgeschichte an der Johannes-Gutenberg-Universität Mainz. Bereits während des Studiums hatte sie erste Ausstellungen, darunter im Schloss Mainz und bei der Landeskunstausstellung Rheinland-Pfalz, bevor sie sich 1979 in Paris als Malerin und Fotografin mit Schwerpunkt auf Jazzfotografie selbstständig machte. 1984 wurde sie mit dem Weltpreis für Jazzfotografie ausgezeichnet. 1985 repräsentierte sie die Bundesrepublik Deutschland beim europäischen Gipfeltreffen für Kultur an der Sorbonne. Neben Malerei und Fotografie erwachte Mitte der 1980er Jahre ihr Interesse für künstlerische Gestaltungen im Bereich der Werbung. Sie gestaltete die 1985er Werbekampagne der Dire Straits, gestaltete Titelblätter für Télérama und schuf Arbeiten für den Stern, Marie-Claire, Mode en Peinture, Le Palace und weitere. 1991 beteiligte sie sich am Tübinger Skulpturenprojekt. Mitte der 1990er Jahre lebte sie in Heilbronn, Karlsruhe und Paris. Neben der Gestaltung von verschiedenen Schallplattencovern wirkte sie auch an dem Bildband der französischen Jazzband Urban Sax mit.